# Thyra Frank
Thyra Frank Rasmussen, född 10 maj 1952 i Gammel Skørping, Danmark, är en dansk politiker (Liberal Alliance) och vårdhemsföreståndare. Hon satt i Folketinget 2011-2015. Hon blev 28 november 2016 utnämnd till äldreminister, en post hon behöll till folketingsvalet 2019.
Frank studerade vid Ålborg katedralskole och tog sjuksköterskeexamen 1982.
Hon började arbeta inom äldrevården 1975 och var 1988 till 2011 föreståndare för vårdhemmet Lotte i Frederiksberg kommun, som ägs av OK-Fonden. Hon blev känd för det sättet hon drev vårdhemmet på, där hon tog avstånd från kommunal byråkrati. Hon lämnade vårdhemmet efter att hon blivit kandidat till Folketinget.
Journalisten Jette Meier Carlsen gav 2010 biografin Thyra Frank : livsglæde & stjernestunder om henne. Hon utsågs sommaren 2008 till riddare av Dannebrogorden. Tidigare (2001) hade hon fått Kirsten Stallknecht-Prisen och Ældre Sagens ældrepris.
Frank utsågs till ledare för regeringens äldrekommission och den 8 februari 2011 utsågs hon till Liberal Alliances spetskandidat i Nordjyllands storkrets för nästa val till folketinget. Hon valdes in vid Folketingsvalet 2011. Vid Folketingsvalet 2015 kom hon att i Nordjyllands storkrets konkurrera med Christina Egelund, som varit partiets spetskandidat vid EU-parlamentsvalet 2014. Resultatet blev att Frank åkte ur Folketinget. Hon blev 28 november 2016 utsedd till äldreminister i regeringen Lars Løkke Rasmussen III. Hon ställde inte upp vid folketingsvalet 2019.
Thyra Frank är gift med tidigare friidrottaren Peter Rasmussen.